# EIA-422
EIA-422, auch als RS-422 und weltweit auch als ITU-T V.11 bzw. X.27 normiert, ist eine Schnittstellen-Norm für eine leitungsgebundene differenzielle serielle Datenübertragung. EIA-422 ist spezifiziert in „Electrical Characteristics of Balanced Voltage Digital Interface Circuits (ANSI/TIA/EIA-422-B-1994) (R2000) (R2005)“.

## Beschreibung
EIA-422 spezifiziert nur die elektrischen Eigenschaften des Interfaces, es definiert kein Protokoll und auch keine Steckerbelegung. Es ist vorgesehen, dass die EIA-422-Spezifikation von anderen Spezifikationen referenziert wird. Ein Beispiel ist VDCP. Im Zweifel ist bei Kopplung verschiedener EIA-422-Geräte deren Dokumentation zu beachten.
Im Gegensatz zu der unsymmetrischen seriellen Schnittstelle nach der Norm EIA-232 fordert EIA-422 eine symmetrische Signalübertragung, bei der der Sender beide Leiter der Signalleitung mit symmetrisch um null liegenden Spannungen gegen Signalmasse treibt, beide Leiter als Twisted-Pair gleichartigen Bezug zur gemeinsamen Abschirmung haben und der Empfänger einen differenziellen Signaleingang. Das senkt den Einfluss von Gleichtaktstörungen, was kleinere Signalamplituden ermöglicht und mit einem Leitungsabschlusswiderstand höhere Datenraten.
Die Übertragung von einem Sender (engl. Transmitter, TX) zu einem Empfänger (engl. Receiver, RX) geschieht über das Leiterpaar nur in eine Richtung, die Übertragung ist unidirektional. Empfängerseitig ist ein Eingangswiderstand von minimal 4 kΩ gefordert. Zwischen Sender und Abschlusswiderstand können bis zu zehn solcher Empfänger liegen.
Eng verwandt mit EIA-422 ist die Schnittstelle EIA-485. Dort muss der Leitungstreiber einen weiteren Eingang haben, mit dem der Ausgang hochohmig geschaltet werden kann, was Halbduplex-Betrieb auf einer Leitung ermöglicht, und der Betriebsbereich gegen Signalmasse wurde von ±7 auf −7 bis +12 Volt erhöht.
| Parameter                                                 | Wert                     |
| Anzahl Sender/maximale Anzahl Empfänger                   | 1 / 10                   |
| Maximale Leitungslänge                                    | 1200 m                   |
| Maximale Datenübertragungsrate                            | 10 Mbps                  |
| Maximale Ausgangsspannung des Senders                     | ±6 V                     |
| Maximale Differenzspannung des Senders                    | 10 V                     |
| Maximaler Kurzschlussstrom des Senders                    | 150 mA                   |
| Minimale Differenzspannung des Senders                    | 2 V                      |
| Maximaler Spannungsoffset am Empfänger                    | ±3 V                     |
| Maximaler Spannungsunterschied für beide Logikzustände    | 0,4 V                    |
| Gleichtakt-Eingangsspannung                               | ±7 V                     |
| Minimaler Eingangswiderstand des Empfängers (1 Unit Load) | 4 kΩ                     |
| Eingangsempfindlichkeit des Empfängers                    | ±200 mV                  |
| Minimale Spannungsfestigkeit des Empfängers               | 12 V (Differenzspannung) |
| Terminierungswiderstand                                   | 90 Ω – 150 Ω             |

## Sender und Empfänger

EIA-422 Punkt-zu-Punkt-Verbindung

### Polarität
Es führt immer wieder zu Verwirrung, welcher der beiden Anschlüsse der positive und welcher der negative ist. Die Spezifikation enthält auch keinen Negationskreis an den Schaltbildern. Dieser wird aber oft durch die synonyme Verwendung mit EIA-485 von diesem übernommen. Die Spezifikation legt nur fest, wie die Zustände auf der Übertragungsleitung zu benennen sind. Dabei wird von einer ‚1’ (MARK, OFF) gesprochen, wenn A gegenüber B negativ ist. Ist A gegenüber B positiv, wird von einer ‚0’ (SPACE, ON) gesprochen. Diese ‚1’- und ‚0’-Zustände müssen nichts mit denen an den digitalen Ein- bzw. Ausgängen der Sender und Empfänger zu tun haben. EIA-422 definiert keine logische Funktion; diese wird als anwendungsspezifisch angesehen, deshalb können Sender und Empfänger beispielsweise eine Negation enthalten.

EIA-422-Sender

### EIA-422-Sender
Der Sender wandelt in der Regel ein digitales Eingangssignal mit TTL-Pegeln in ein Signal gleicher Polarität und ein Signal umgekehrter Polarität um. Grundsätzlich kann das bedeuten, dass ein Signal negativer Spannung ausgegeben wird, in der Praxis bedeutet es lediglich, dass das Eingangssignal negiert wird. Der nicht-invertierende Ausgang wird mit A (oft Y), der invertierende Ausgang mit B (oft Z) bezeichnet.
Die beiden Signalleitungen bilden mit dem Terminierungswiderstand (wenn vorhanden) und dem Eingang des Empfängers einen geschlossenen Stromkreis. Der Strom durch diesen Stromkreis ist bis auf die Umschaltmomente konstant und stört somit kaum die eigene Versorgung. Außerdem wird die Masseleitung im Gegensatz zu EIA-232 so durch die Übertragung nicht belastet.

EIA-422-Empfänger

### EIA-422-Empfänger
Die Ausgänge A und B des Senders entsprechen den Eingängen A’ (oft A) und B’ (oft B) des Empfängers. In der Praxis ist die logische Funktion des Empfängers die Umsetzung des Differenzsignals zwischen A’ und B’ in ein Signal mit TTL-Pegeln. Dabei ist, analog zum Sender, A’ der nicht-invertierende Eingang und B’ der invertierende Eingang.
Der Bereich zwischen +200 mV und −200 mV Differenzspannung ist nicht definiert bzw. erlaubt. Die Schaltschwellen haben ein Hysterese-Verhalten, um den Störabstand bei kleinen Signalen zu verbessern.
Die Spezifikation des Empfängers ist identisch mit der des EIA-423-Empfängers.

## Empfehlungen

Verschiedene Terminierungen: Einfache, RC- und Failsafe-Terminierung

### Terminierung

Leitungslänge vs. Datenrate

Bei Übertragungsraten ab 200 kbps sollte die Leitung terminiert werden. Dazu wird am Ende der Übertragungsstrecke ein der Impedanz der Leitung angepasster Widerstand angeschlossen. Optional kann der Terminierungswiderstand mit einem Kondensator in Reihe geschaltet werden (RC-Terminierung). Das vermindert die Verlustleistung der Schaltung, da der Terminierungswiderstand so nur dynamisch wirksam wird. Dabei werden allerdings die maximale Übertragungsrate und die Leitungslänge eingeschränkt. Eine weitere Terminierungsmöglichkeit ist die Failsafe-Terminierung. Hier ist jeweils eine Signalleitung mit einem Pull-up- und einem Pull-down-Widerstand versehen, die bei Ausfall des Senders, bei Kabelbruch oder offenem Empfänger für definierte Pegel sorgen.

### Übertragungsrate
Die mögliche Übertragungsrate ist von der Kabellänge abhängig. Die maximale Übertragungsrate von 10 Mbps ist nur mit einer Kabellänge von ca. 12 m möglich, bei der maximalen Leitungslänge von 1200 m ist nur eine maximale Übertragungsrate von etwa 90 kbps möglich. Das sind Richtwerte, durch geeignete Wahl der Übertragungsleitung und der Schaltkreise lassen sich die Werte erheblich verbessern.

### Weitere Empfehlungen
Um eine möglichst gute Datenübertragung zu gewährleisten, sind gewisse Dinge empfohlen und ab bestimmten Datenraten zwingend notwendig.
- Um die Umgebung möglichst wenig durch elektromagnetische Beeinflussungen (englisch: „electro magnetic interference“, EMI, siehe auch Elektromagnetische Verträglichkeit) zu beeinträchtigen, sollten die jeweiligen Leitungspaare verdrillt (UTP: unshielded twisted pair) sein. Das entstehende Magnetfeld dreht sich so längs der Leitung und hebt sich als Fernfeld nahezu auf. Umgekehrt wird so die Leitung auch robuster gegen äußere EMI.
- Die mechanische Ausführung der Leitung und die Materialeigenschaften bestimmen die elektrischen Kenngrößen des Übertragungskanals. Eine sehr wichtige Kenngröße ist die Wellenimpedanz. Der Übertragungskanal sollte empfängerseitig abgeschlossen sein, damit eine optimale Leistungsanpassung bei minimaler Reflexion gewährleistet ist. Dazu schaltet man einen (ohmschen) Widerstand, auch als Abschlusswiderstand oder Terminator bezeichnet, wertmäßig etwa so groß wie die Wellenimpedanz, parallel, das heißt zwischen die korrespondierenden Signalleitungen.
- Bei hohen Übertragungsraten spielt die Homogenität des Übertragungskanals eine große Rolle. Gibt es auf der Leitung Impedanzsprünge, z. B. durch ungeeignete Stecker oder durch Verlängerung mit einer anderen Leitung, so entstehen an den Übergangsstellen störende Reflexionen. Die Ausbreitung erfolgt ähnlich wie beim Nutzsignal wellenförmig, jedoch in beide Richtungen. Empfängerseitig führen Reflexionen zu Lesefehlern, im schlimmsten Fall zu einer Signalauslöschung.
- Werden noch höhere Ansprüche an die Übertragung gestellt (wegen höherer Übertragungsraten), wird noch eine weitere kapazitive Schirmung in Form eines Mantels benötigt (shielded twisted pair (STP), z. B. CAT3- bis CAT5-Kabel für Ethernet)